# Drezdenko (gmina)
Drezdenko – gmina miejsko-wiejska w Polsce położona w województwie lubuskim, w powiecie strzelecko-drezdeneckim. W latach 1975–1998 gmina administracyjnie należała do województwa gorzowskiego.
Siedziba gminy to Drezdenko.
Według danych z 30 czerwca 2004 gminę zamieszkiwało 17 296 osób. Natomiast według danych z 30 czerwca 2024 roku gminę zamieszkiwało 16 246 osób.

## Ochrona przyrody
Na obszarze gminy znajdują się następujące rezerwaty przyrody:
- rezerwat przyrody Czaplenice – chroni drzewostan naturalny sosnowy z kolonią czapli siwej;
- rezerwat przyrody Czaplisko – chroni naturalny 180-letni drzewostan sosnowy;
- rezerwat przyrody Łabędziniec – chroni siedliska stanowiące miejsce rozrodu i przebywania ptactwa wodno-błotnego;
- rezerwat przyrody Jezioro Łubówko – chroni unikalny, urozmaicony krajobraz morenowy oraz buczynę pomorską o naturalnym charakterze;
- rezerwat przyrody Lubiatowskie Uroczyska – chroni walory przyrodnicze i krajobrazowe jeziora, biotop ptaków wodno-błotnych i drapieżnych, skarpy jeziora oraz źródliska z rzadką roślinnością;
- rezerwat przyrody Goszczanowskie Źródliska – chroni cenne siedliska przyrodnicze – łęg źródliskowy wyróżniający się szczególnym bogactwem flory skupiającej rzadkie, hydrofilne gatunki roślin kwiatowych oraz mszaków jak również lasu klonowo-lipowego stanowiącego zboczowy las wielogatunkowy i wielowarstwowy.

## Struktura powierzchni
Według danych z 2002 r. gmina Drezdenko zajmuje obszar 399,91 km², w tym:
- użytki rolne: 25%
- użytki leśne: 66%

Gmina stanowi 32,04% powierzchni powiatu.

## Demografia

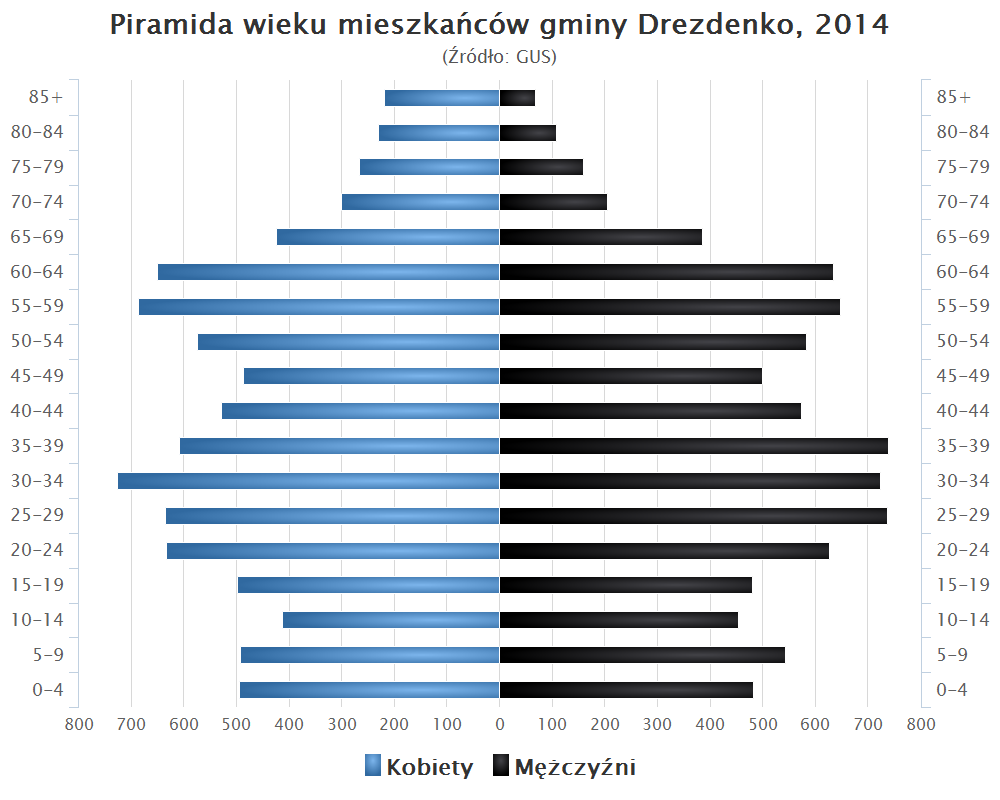
Piramida wieku mieszkańców gminy Drezdenko w 2014 roku

Dane z 30 czerwca 2024:
| Opis                              | Ogółem | Ogółem | Kobiety | Kobiety | Mężczyźni | Mężczyźni |
| --------------------------------- | ------ | ------ | ------- | ------- | --------- | --------- |
| jednostka                         | osób   | %      | osób    | %       | osób      | %         |
| populacja                         | 16 246 | 100    | 8310    | 51,2    | 7936      | 48,8      |
| gęstość zaludnienia (mieszk./km²) | 40,62  | 40,62  | 20,78   | 20,78   | 19,84     | 19,84     |

## Sołectwa
Bagniewo, Czartowo, Drawiny, Goszczanowiec, Goszczanowo, Goszczanówko, Gościm, Górzyska, Grotów, Karwin, Kijów, Klesno, Kosin, Lipno, Lubiatów, Lubiewo, Marzenin, Modropole, Niegosław, Osów, Przeborowo, Rąpin, Stare Bielice, Trzebicz, Trzebicz Nowy, Zagórze, Zielątkowo.

## Pozostałe miejscowości
Baszki, Duraczewo, Gajewice, Górczynka, Hutniki, Jelenia Głowa (Jeleń), Stare Krzywki (Lipowo), Milicz, Straszewo, Trzebicz-Młyn, Tuczępy, Turzyniec, Zdzieborze.

## Sąsiednie gminy
Dobiegniew, Drawsko, Krzyż Wielkopolski, Międzychód, Santok, Sieraków, Skwierzyna, Stare Kurowo, Zwierzyn